# Senzor galvanic de oxigen

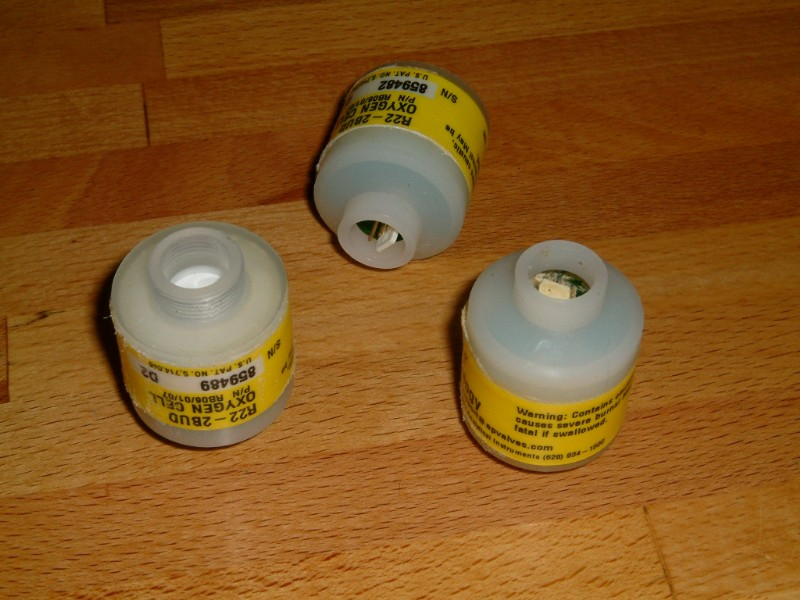
Senzori galvanici de oxigen

Senzorul galvanic de oxigen este un dispozitiv frecvent utilizat pentru a măsura concentrația de oxigen în diverse echipamente medicale, în analizoarele de oxigen pentru a afișa concentrația de oxigen dintr-un amestec de gaze Nitrox sau Trimix din buteliile de scufundare, precum și în aparatele recirculatoare utilizate în scufundare pentru monitorizarea permanentă a presiunii parțiale de oxigen în timpul scufundării.

## Construcție
Senzorul galvanic pentru oxigen este constructiv alcătuit dintr-un electrod anod din plumb, un electrod catod aurit, o rezistență electrică de sarcină, o soluție electrolitică de hidroxid de potasiu (KOH) (electrolit) și o membrană permeabilă pentru gaze.

## Funcționare
Atunci când oxigenul (gazul) vine în contact cu electrolitul senzorului, se produce o schimbare a potențialului electric dintre electrozi, respectiv a curentului prin rezistența de sarcină. Circuitul electronic asociat va măsura, amplifica și controla semnalul electric obținut. Deoarece reacția este proporțională cu concentrația gazului prezent (presiunea parțială), semnalul este ușor de tradus în procente, părți pe million (ppm), sau ppm/h și citit pe un display (afișor) sau memorat în circuitele microprocesorului pentru o citire ulterioară.
Senzorii galvanici de oxigen au în general o durată de viață limitată, care este influențată de expunerea la concentrații mari de oxigen după care se ajunge la afișarea de valori eronate. De aceea senzorii galvanici trebuie verificați sistematic în mod periodic cu ajutorul unor aparate speciale.